# Tierra Verde (Florida)
Tierra Verde es un lugar designado por el censo (en inglés, census-designated place, CDP) ubicado en el condado de Pinellas, estado de Florida, Estados Unidos. Según el censo de 2020, tiene una población de 3836 habitantes.
La comunidad está ubicada en una isla cerca de la entrada de Tampa Bay, y está conectada por los puentes de Pinellas Bayway tanto a St. Petersburg como a St. Pete Beach. En el extremo sur de Tierra Verde se encuentra Fort De Soto, un parque del condado.

## Geografía
La localidad está ubicada en las coordenadas 27°39′43″N 82°43′37″O / 27.66194, -82.72694 (27.662, -82.724253). Según la Oficina del Censo de los Estados Unidos, Tierra Verde tiene una superficie total de 11.94 km², de la cual 3.21 km² corresponden a tierra firme y 8.73 km² son agua.

## Demografía
Según el censo de 2020, hay 3836 personas residiendo en Tierra Verde. La densidad de población es de 1195.02 hab./km². El 90.07% de los habitantes son blancos, el 1.28% son afroamericanos, el 0.16% son amerindios, el 1.51% son asiáticos, el 0.03% es isleño del Pacífico, el 0.70% son de otras razas y el 6.26% son de una mezcla de razas. Del total de la población, el 4.64% son hispanos o latinos de cualquier raza.